# 距離行列
距離行列（きょりぎょうれつ、英: distance matrix）とは、2点間で定義される距離を配列して、行列として表示したものである。N点が与えられた場合には、N×N対称行列（対角要素はすべて0）となり、独立の要素はN×(N-1)/2個となる。
似たものに隣接行列があるが、これは2頂点が直接（1本のエッジで）接続しているか否かの情報だけを含み、それ以上の距離情報は含まない。
距離行列を用いて、比較的距離の短い複数の頂点をクラスタにまとめる、データ・クラスタリング法の1つが距離行列法である。具体的なクラスタリングの方法にはいくつかの種類がある。
距離行列法は特にバイオインフォマティクスで、非加重結合法や近隣結合法として、アミノ酸配列（蛋白質）や塩基配列（遺伝子）から定量的に求めた距離に基づいて系統樹を作成するのに用いられる。
またNMRやX線結晶解析を用いて、蛋白質の立体構造を明らかにするのにも用いられる。